# Ketose (metabolisme)
Ketose is een metabool proces dat gekenmerkt wordt door een verhoogde concentratie ketonen in het bloed, veroorzaakt door afbraak van vetzuren (ketogenese). Men spreekt dan van een ketogene toestand en niet van een ziekte: ketose is onderdeel van de fysiologische biochemie van organismen.
Ketogenese vindt plaats als de afbraak van lichaams-koolhydraten onvoldoende energie levert aan het lichaam. Zodra er zich weinig glucose in de cellen bevindt, wordt er van een koolhydraatverbranding, na een inductie-fase, overgegaan tot vetverbranding, met verbruik van vetzuren en ketonen (Bij diabetes mellitus type 1 is er juist een te hoge concentratie glucose in het bloed). Dit kan het gevolg zijn van een lage glycogeenvoorraad in de lever, bijvoorbeeld bij een langdurige of intensieve inspanning, bij een koolhydraatarm dieet of bij vasten.

## Diagnose
Een eventuele ketogene toestand kan worden aangetoond door speciale urinetest-strips te gebruiken, zoals ketostix.
Een meer nauwkeurige manier om het gehalte aan ketonen te meten is in het bloed. Net als bloedglucose kan men ook de concentratie ketonen in het bloed meten. Ook adem-glucosemeters kunnen ketonen aantonen. Als er ketose plaatsvindt in het lichaam, ruikt diegene vaak naar aceton, soms beschreven als 'fruitige adem'.

## Metabool reactiepad
Voorafgaand aan de vetverbranding worden vetmoleculen (triacylglycerol) via hydrolyse eerst gesplitst in één glycerolmolecuul en drie vetzuurketens. Dit proces wordt lipolyse genoemd. Het grootste gedeelte van het lichaam is in staat vetzuren te gebruiken als alternatieve bron van energie, in een proces genaamd beta-oxidatie. Een van de producten van beta-oxidatie is acetyl-CoA, dat de cel gebruikt in de citroenzuurcyclus. Acetyl-CoA wordt gebruikt om ketonlichamen te produceren. De ketonen acetoacetaat en β-hydroxybutyraat worden dan gebruikt voor de productie van energie in de cel.
De hersenen kunnen geen vetzuren gebruiken voor energie, omdat deze de bloed-hersenbarrière niet kunnen passeren. Ketonen kunnen dat wel. In de hersenen worden deze opgenomen in acetyl-CoA en dan gebruikt in de citroenzuurcyclus.

Ketogenese-schema

## Dieet
Als iemands dieet verandert van hoog-glykemische (=koolhydraatrijke) voeding naar een koolhydraatarm dieet dat niet voldoende koolhydraten levert om de glycogeenvoorraden aan te vullen, doorloopt het lichaam een aantal fases om in ketose te raken. Tijdens de eerste fasen van dit proces verbrandt het volwassen brein geen ketonen; het brein maakt echter direct gebruik van dit belangrijke substraat voor de synthese van lipiden in de hersenen. Na ongeveer 48 uur van dit proces beginnen de hersencellen ketonen, afkomstig van lichaamsvet, te verbranden, om meer direct gebruik te kunnen maken van de energie van de vetvoorraden, en om de resterende glucosereserves alleen te gebruiken voor absolute noodzaak, om zo de uitputting van de eiwitvoorraden in de spieren te voorkomen. Dit proces is het doel binnen een ketogeen dieet, omdat het de verbranding van opgeslagen vet stimuleert en de bloedglucosespiegel stabiel en laag houdt.
Als de vetreserves echt op dreigen te raken, worden uiteindelijk ook (spier-)eiwitten via hydrolyse tot aminozuren afgebroken, die vervolgens in de cel worden verbrand. Dit komt voor bij hongerstakers, hongerdiëten en bijvoorbeeld anorexia nervosa.
Ketose ontstaat in een ketogeen dieet dat wordt gebruikt om epilepsie te verminderen: het aantal epilepsieaanvallen blijkt hierdoor drastisch te kunnen verminderen.
Verder worden koolhydraatarme diëten gebruikt om overtollig vet te verbranden en om de bloedglucose-spiegel stabiel en natuurlijk laag te houden. Hoewel er meer wetenschappelijk onderzoek wenselijk is, zijn deze diëten vaak succesvol.

## Ketoacidose
Keto-acidose is een ziektetoestand bij diabeten, of bij alcoholvergiftiging, door ophoping van ketonen in het bloed. Ketonlichamen zijn zuur, maar bij normale omstandigheden kan het bloed bufferen om de pH van het bloed niet te veel te laten dalen. Als deze buffercapaciteit tekortschiet, kan een ernstige ketoacidose ontstaan, waarbij de pH van het bloed onder de 7,35 daalt.
Ketoacidose is een medische aandoening die onder andere optreedt bij een ontregelde diabetes mellitus of bij alcoholvergiftiging en die vergezeld gaat van hyperglykemie, uitdroging, ketonurie en verhoogde glucagonwaarden. De hoge glucagonwaarden en de lage insulinewaarden zorgen ervoor dat het lichaam meer glucose gaat aanmaken via gluconeogenese en glycogenolyse, en meer ketonlichamen via ketogenese. Hoge glucosewaarden zorgen voor een ontoereikende tubulaire reabsorptie in de nieren, waardoor er water kan lekken in de buisjes, in een proces dat osmotische diurese genoemd wordt, wat uitdroging en verdere verergering van de acidose veroorzaakt. Wanneer er geen handelingen worden ondernomen kan de persoon in een coma raken.